# Rebeca Carrión Cachot
Rebeca Carrión Cachot (Lima, 18 de diciembre de 1907 - Guatemala, 6 de abril de 1960) fue una arqueóloga, historiadora y docente peruana, discípula de Julio César Tello. Contribuyó significativamente en la investigación científica de diversas culturas precolombinas, entre ellas chavín y paracas.

## Biografía
Sus padres fueron Pedro José Carrión (coronel del ejército peruano) e Isabel Cachot (concertista y compositora). Estudió en el Liceo Fanning, donde tuvo como maestra a Elvira García y García. Luego cursó estudios superiores en la Universidad de San Marcos (UNMSN), donde se graduó de bachiller en Letras en 1925. Por entonces empezó a colaborar con Julio C. Tello en sus investigaciones arqueológicas y en la publicación de la revista Inca (1923). En 1928 ocupó el cargo de conservadora del Museo de la Universidad Nacional Mayor de San Marcos. Se doctoró en Historia y Letras en 1931, a mérito de su tesis «La indumentaria en la antigua Paracas», que fue aprobada por aclamación, rara distinción que por aquellos tiempos obtenían los graduandos.
Pasó a ejercer la docencia universitaria en la UNMSM y se encargó de las cátedras de Arte Peruano Precolombino (1931 y 1946-1955), Arqueología del Norte y Centro Andino (1946-1948) y Arqueología Preincaica (1949-1955). En la Pontificia Universidad Católica del Perú impartió el curso de la Historia del Arte Peruano. Fue una de las primeras mujeres en ejercer la cátedra universitaria en el Perú.
Sucedió a Tello en la dirección del Museo Nacional de Antropología y Arqueología (1947-1955) y el Museo Arqueológico de la Universidad de San Marcos (1947-1955). Gracias a su profunda amistad y compañerismo con Luis Alberto Sánchez Sánchez y otros líderes del aprismo también fue asesora en el área de arqueología en el Senado de la República (1952).
Recibió diversas distinciones como las Palmas Académicas del gobierno de Francia. En 1955 se casó con el etnólogo suizo Raphael Girard y pasó a residir en Guatemala, donde desarrolló también su profesión arqueológica. Falleció en 1960. Sus restos fueron repatriados para ser sepultados en el cementerio El Ángel, en Lima.

## Obras
Publicó:
- La mujer y el niño en el antiguo Perú (1923).
- La indumentaria en la antigua cultura de Paracas (1931).
- La cultura Chavín. Dos nuevas colonias: Kuntur Wasi y Ancón (1948).
- Paracas: cultural elements (1949).
- El culto al agua en el antiguo Perú (1955).
- La religión en el antiguo Perú (1959).

Dejó inéditos:
- Civilización Chavín
- La navegación en el litoral del antiguo Perú
- La agricultura en el periodo Chavín y generalidades sobre el ambiente forestal.

Estudios suyos fueron publicados en las revistas Inca (1923-1924), Wira-Kocha (1931), Chaski (1940-1941) y la Revista del Museo Nacional de Antropología y Arqueología (1948 y 1955).